# Rorippa laciniata
Rorippa laciniata là một loài thực vật có hoa trong họ Cải. Loài này được (O.E.Schulz) L.A.S.Johnson miêu tả khoa học đầu tiên năm 1962.